# 陸上自衛隊人事統計隊
陸上自衛隊人事統計隊（りくじょうじえいたいじんじとうけいたい）は、檜町駐屯地に駐屯していた防衛庁長官直轄部隊であり、2000年（平成12年）3月28日に廃止された。

## 概要
陸上自衛隊中央業務支援隊総務部人事統計科の前身となる部隊である。隊長は1978年（昭和53年）1月30日まで当時の陸上幕僚監部総務課において人事統計担当を兼任していた。

## 沿革
- 1960年（昭和35年）1月14日：陸上自衛隊人事統計隊が檜町駐屯地に発足。
- 2000年（平成12年）3月28日：陸上自衛隊人事統計隊（檜町駐屯地）が廃止。檜町駐屯地業務隊、陸上自衛隊印刷補給隊および市ヶ谷駐屯地業務隊と統合・再編のうえ、陸上自衛隊中央業務支援隊が新編。

## 部隊編成
- 総務科
- 審査科
- 機械科

## 主要幹部
| 代 | 氏名                 | 在職期間                                                    | 前職                                                     | 後職                                     |
| -- | -------------------- | ----------------------------------------------------------- | -------------------------------------------------------- | ---------------------------------------- |
| 01 | 武田憲三 （2等陸佐） | 1960年01月14日 - 1960年07月31日                             |                                                          | 陸上幕僚監部付                           |
| 02 | 石垣寅夫 （2等陸佐） | 1960年08月01日 - 1962年07月31日                             | 第6特科連隊副連隊長                                      | 陸上幕僚監部総務課人事班長               |
| 03 | 石割五郎 （2等陸佐） | 1962年08月01日 - 1964年07月15日                             | 第12師団司令部勤務                                       | 陸上幕僚監部総務課付                     |
| 04 | 福田正彦             | 1964年07月16日 - 1968年09月30日 ※1968年07月01日 1等陸佐昇任 | 自衛隊中央病院勤務 （2等陸佐）                           | 陸上幕僚監部付 →1969年3月1日 退職        |
| 05 | 半田晃               | 1968年10月01日 - 1970年07月15日 ※1969年07月01日 1等陸佐昇任 | 人事統計隊勤務 （2等陸佐）                               | 北部方面総監部営繕課長                   |
| 06 | 渡辺宏               | 1970年07月16日 - 1972年07月16日                             | 陸上自衛隊資材統制隊副隊長                               | 陸上自衛隊業務学校学校教官               |
| 07 | 松本光夫             | 1972年07月17日 - 1974年07月15日 ※1973年04月01日 1等陸佐昇任 | 陸上幕僚監部監理部勤務 （2等陸佐）                       | 東部方面総監部総務課長                   |
| 08 | 浦田達治             | 1974年07月16日 - 1976年08月01日                             | 陸上自衛隊資材統制隊副隊長                               | 陸上幕僚監部総務課勤務                   |
| 09 | 山崎定雄             | 1976年08月02日 - 1978年03月15日                             | 陸上自衛隊関西地区補給処通信部長                         | 陸上幕僚監部付 →1978年7月1日 退職        |
| 10 | 山下昭夫             | 1978年03月16日 - 1979年03月15日                             | 陸上幕僚監部総務課人事班長 →1978年1月30日 陸上幕僚監部付 | 中部方面総監部付 →1979年7月1日 退職      |
| 11 | 松本義和             | 1979年03月16日 - 1981年03月15日                             | 陸上自衛隊東北地区補給処通信部長                         | 陸上自衛隊資材統制隊長                   |
| 12 | 岡村勇助             | 1981年03月16日 - 1983年03月15日                             | 陸上幕僚監部調査部調査第2課勤務                          | 大宮駐屯地業務隊長                       |
| 13 | 白川榮一             | 1983年03月16日 - 1985年08月07日                             | 陸上自衛隊業務学校人事教育部長                           | 東部方面総監部勤務                       |
| 14 | 清水忠夫             | 1985年08月08日 - 1987年03月15日                             | 東北方面総監部総務部長                                   | 陸上自衛隊業務学校副校長 兼 同校企画室長 |
| 15 | 吉次美光             | 1987年03月16日 - 1989年07月31日                             | 陸上自衛隊幹部学校学校教官                               | 東部方面総監部勤務                       |
| 16 | 東野良平             | 1989年08月01日 - 1991年03月15日                             | 陸上自衛隊施設学校教育部長                               | 東部方面総監部付 →1991年5月6日 退職      |
| 17 | 北村英雄             | 1991年03月16日 - 1993年07月31日                             | 陸上自衛隊幹部学校学校教官                               | 東部方面総監部付 →1993年11月19日 退職    |
| 18 | 弓指幹夫             | 1993年08月01日 - 1996年07月31日                             | 陸上自衛隊調査学校情報教育部長                           | 東部方面総監部勤務                       |
| 19 | 今田勝敏             | 1996年08月01日 - 1998年07月31日                             | 陸上自衛隊調査学校情報教育部長                           | 陸上自衛隊業務学校勤務                   |
| 末 | 河合洋               | 1998年08月01日 - 2000年03月27日                             | 東北方面総監部総務部総務課長                             | 東部方面総監部勤務                       |